# Lijst van politieke partijen in Gambia
In dit artikel worden de politieke partijen in Gambia beschreven. Gambia handhaaft een dominantiecultuur (één partij heeft alle macht), met momenteel de Alliance for Patriotic Reorientation and Construction aan de macht. Oppositiepartijen zijn wel toegestaan. In 2005 waren er vijf oppositiepartijen, die gezamenlijk een gemeenschappelijke paraplu vormden, de National Alliance for Democracy and Development genaamd.

## Politieke partijen

### Huidige partijen
- Alliance for Patriotic Reorientation and Construction - aan de macht
- National Alliance for Democracy and Development
  - National Democratic Action Movement
  - National Reconciliation Party
  - People's Democratic Organisation for Independence and Socialism
  - People's Progressive Party
  - United Democratic Party
- Gambia Party for Democracy and Progress
- National Convention Party

### Inactief
- Gambian People's Party